# Jan Hiż
Jan Feliks Hiż (ur. 6 marca 1784 w Warszawie, zm. 25 stycznia 1831) – polski wojskowy, uczestnik kampanii napoleońskich, porucznik i szef batalionu armii Księstwa Warszawskiego, podpułkownik piechoty armii Królestwa Polskiego, oficer powstania listopadowego, mason.

## Życiorys
Był synem Jana Augusta (generała-majora, pułkownika gwardii pieszej króla Stanisława Augusta) i Franciszki z domu Gerault. Miał rodzeństwo: Elżbietę (wydaną za Jana Fechnera), Aleksandra (dzierżawcę dóbr Głębokie w powiecie radomskim), Karola (1794–1854; podporucznika armii napoleońskiej, uczestnika kampanii rosyjskiej 1812) i Józefa (1799–1853; kapitana, topografa wojskowego). Jego bratem ciotecznym był Ignacy Łempicki.
W grudniu 1806 roku rozpoczął służbę wojskową jako podporucznik 2. pułku piechoty wojsk Księstwa Warszawskiego.
Uczestniczył w kilku kampaniach napoleońskich. Wziął udział w kampanii zimowej 1806–1807, podczas której walczył pod Serockiem. Odbierał kolejne awanse – w kwietniu 1807 na porucznika, w maju 1809 na kapitana. W wojnie 1809 roku wziął udział w bitwie pod Raszynem. 19 maja 1809 wziął udział w zdobyciu Zamościa, za co otrzymał Krzyż Kawalerski Orderu Virtuti Militari.
W latach 1811–1812 był członkiem czynnym loży wolnomularskiej Świątynia Izis w III stopniu (mistrz) rytu siedmiostopniowego.
Wziął udział w kampanii rosyjskiej 1812. W czasie bitwy pod Smoleńskiem w sierpniu 1812 został ranny w rękę. Za „wyróżniającą go odwagę” 22 sierpnia 1812 otrzymał Krzyż Kawalerski Legii Honorowej. Brał udział w bitwach pod Tarutino (październik 1812), Wiaźmą i Berezyną (listopad 1812). W styczniu 1813 został mianowany szefem batalionu 1. pułku piechoty Księstwa Warszawskiego.
Podczas ewakuacji oddziałów napoleońskich z Warszawy w lutym 1813, będąc ciężko chory pozostał w stolicy i trafił do niewoli rosyjskiej. Po dojściu do zdrowia został zwolniony z wojska. Ponownie przyjęto go do służby po reorganizacji armii w lutym 1815 roku, z przydziałem do 2 Pułku Piechoty Liniowej w stopniu majora. W październiku 1820 został awansowany na podpułkownika. W 2 Pułku Piechoty Liniowej dowodził 1. batalionem. W 1830 roku został mianowany dowódcą tego pułku.
Po wybuchu powstania listopadowego, od 27 grudnia 1830 dowodził 2 Pułkiem Piechoty Liniowej. 25 stycznia 1831 popełnił samobójstwo.

## Odznaczenia
- Krzyż Kawalerski Orderu Virtuti Militari (1809)[1]
- Krzyż Kawalerski Legii Honorowej (22 sierpnia 1812)[1]
- Znak Honorowy „za dwadzieścia lat nieskazitelnej służby oficerskiej” (24 maja 1830)[3]